# 岸一太
岸 一太（きし かずた、1875年（明治7年）10月28日 - 1937年（昭和12年）5月8日）は、日本の医師、工学技師、宗教家。台湾総督府医院初代医長、台湾総督府医学校教授、関東都督府技師、帝都復興院技師などを務めたほか、飛行発動機の開発などで活躍するが、宗教団体を立ち上げ、精神病の判定をされるなど波乱万丈の一生を送った。

## 略歴

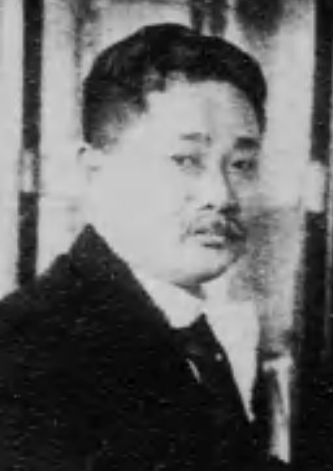
岸一太

岡山県御津郡大野村大字北長瀬（現・岡山市北区）出身。平民・岸熊三郎の長男として生まれ、1897年に岡山医学専門学校を卒業。同校の生理学教授だった荒木寅三郎に才能を認められ、その紹介により耳鼻咽喉科権威金杉英五郎の東京耳鼻咽喉科医院に入り、その後ドイツに2年間留学し、解剖学などを学ぶ。
1902年、台北医院(現、台湾大学医学院付設医院）における台湾初の耳鼻咽喉科の初代主任として医長となり、台湾地方病伝染病調査委員も命ぜられ、風土病である甲状腺腫の病理・治療法を研究。翌年ドイツ人妻シエルマ渡台。1906年京都帝国大学大学院に論文提出し医学博士の学位を得る。優秀な頭脳と研究熱心さから後藤新平に可愛がられ、後藤の異動に伴い、同年、台湾総督府医院医長、台湾総督府医学校教授から南満州鉄道株式会社理事（南満州鉄道病院長）への異動を命ぜられ、正六位に敍任される。1907年、関東都督府技師から民政部警務課勤務となる。
1909年に関東都督府及満鉄会社を辞し、東京築地明石町に耳鼻咽喉科病院を開業。医業の傍ら、工業関係のさまざまな研究を行なった。1913年には信州より織布職工を雇入れて岸式人造絹糸を発明、特許を出願し、1914年の東京大正博覧会には自作の自動車を出品した。1915年には東京帝大工学部の技師らとともに開発した発動機にモーリス・ファルマンの機体をつけた飛行機「つるぎ号（剣号）」を製作、 続いて初の国産機「第二つるぎ号」を完成させた。
1917年に医業から引退し、飛行機体と発動機の一貫生産を目指す「赤羽飛行機製作所」を設立。同年、元南満州鉄道理事の犬塚信太郎らと「立山水力電気」を設立するとともに、大本教に入信し、大本事件の公判では教主・出口王仁三郎の特別弁護人として法廷にも立った。
天産自給の法（国産・自給自足こそ世界平和に通ずるという信仰）に基づき、理化学の文化的応用を研究する岸科学研究所を設立し、鉄冶金研究、自動車製作、航空機製作、舗道研究などを手掛け、旭日章を受勲する。1920年には、軍事用製鉄原料不足に焦慮しつつあった陸軍省に、国内に豊富な砂鉄を圧搾熔結して団鉱を造り普通鉄鉱に代用する策を提言し、自らも青森県下北半島の岸壁にて砂鉄の採掘を試みた。この下北鉱山の経営失敗で負債を抱え、その影響で1921年に赤羽飛行機製作所は閉鎖となり、岸は航空業界を去り、東京市長に就任したばかりの後藤新平のツテで東京市電気局の理事となる。ごみ処理に悩む東京市の依頼により、渋谷の東京市発電所構内にて焼却処分法を研究した。岸が考案した「都市塵芥処理法」を市会に通すため、議員への説明用のアニメーション映画を北山映画製作所に発注し作成しているが、これは日本初の「線画を用いた科学映画」と言われる。
1923年に関東大震災が起こると、復興のために設立された帝都復興院（総裁・後藤新平）の技師に任命され、独自の都市計画、地質研究を発表する。1925年には岡山県味野町の野崎塩田に試験所を設けて製塩鍋の改良に取り組み、製塩能力を倍する新方法を発見。1928年にはアルミナセメント製造の研究で商工省より第四回工業奨励金を交付されるなど、さまざまな活躍を見せた。
1928年に、「思想上の困難に直面する日本を救うには敬神宗祖の精神を鼓舞しなくてはならない」として、全国の神社の立て直し、国教の確立、民心の安定を目指して、渋谷町大和田（渋谷道玄坂上）に八意思兼神を主神とする神道系の新興宗教団体「明道会」を設立し、機関誌『国教』を月刊で発行、信者は関東から東北まで広がっていった。岸が衣冠束帯に身を包み、朝鮮人巫女の高大業が咽頭から発するピーピーという笛のような声を「明道霊児」なる霊媒の声であるとして降霊を行ない、除霊行為や霊写真の撮影などを金を取ってしていたことから、1931年に詐欺罪で警察庁に検挙されるが、精神鑑定により誇大妄想患者と判定され、起訴を逃れた。次第にインテリ階級の信者が離れていったが、それでも2000人位の信者がいたという。明道会は当局の命令で解散したが、1934年に「惟神会」として再発足した。
1937年、脳溢血に肺炎を併発し逝去、享年64。墓所は多磨霊園。後妻の信栄（1894年生）はミカドホテル2代目経営者・後藤鉄二郎の養妹。子供として5男3女あり。1998年には遺族から、第二つるぎ号の試験飛行を撮影した当時の映写フィルムなどが国立博物館に寄贈された。

## 赤羽飛行機製作所
「医者の工業」として注目された岸一太は、製鉄の研究中に富山県剱岳でモリブデンを発見し、それをきっかけに医院の隣りに「富山工業所」を作り、熔鉱炉を築いてモリブデン・スチールを鍛造、その利用として自動車や飛行機製作に目をつけ、後藤新平と提携して麹町内幸町に「東京自動車製作所」を作り、病院構内にも飛行機製作の工場を建てた。1915年に飛行機用発動機製作に成功し、後藤新平はじめ、田中舘愛橘、井上仁郎、久保田政周、波多野承五郎、朝吹英二ら50人余りを招いて披露した。 発動機はフランスの水冷式ルノーV型七〇馬力を改良したもので、国産は難しいと思われていた発電機や曲柄軸、プロペラなども製作した。
同年、京都伏見の小畑常次郎製作のモーリス・ファルマン式機体（以下モ式）に岸の発動機を搭載し、八日市の沖野カ原飛行場で試運転を行ない、八日市町の上空を一周した。小畑は、「伏見の勇山」と呼ばれた任侠で土木請負業をしていた小畑岩次郎の息子で、飛行家になるためフランス留学を予定していたところ欧州大戦が勃発したため、所沢の第二期操縦将校井上武三郎中尉の指導を受け、自宅敷地で純国産材料による飛行機製作も始めていた。本格的な民間飛行場としては日本初となる沖野カ原飛行場も、完成後常次郎が使用できることを条件に、小畑家が工事を請け負っていた。丹精こめた自作発動機が小畑製作の機体に装備され役に立ったことは岸に大きな感激と勇気を与え、1916年2月ころに築地明石町の病院構内に新たに工場を建 てて機体の製作にも着手した。
1916年に帝国飛行協会が実施した飛行機用発動機の懸賞募集に、岸を含め18名22種の応募があったが多くは失格し、岸ら3名4種のみが臨時軍用気球研究会所沢試験所（所沢飛行場）での検定審査に送られた。結果としては島津楢蔵製作の回転式八○馬力一基のみが規定の30分以上続けて予定の動力を出して一等となり、岸式発動機は不調で不合格となったが、かつて映画撮影にまで使われたことなどの実積が評価されて、奨励金が授与された。その一か月後、岸は落選した発動機を整備し同型の二号発動機を作り、自分たちで製作した新機体に取り附け、「剣（つるぎ）号」と命名して同年7月に東京洲崎埋立地で試験飛行を行なった。機体は旧型のモ式で、国産材料を集めて宗里悦太郎が製作に当たった。機名はモリブデンを発見した剣岳に由来するもので、発動機ともに国産品をもって全く一人の手により成った日本民間最初の飛行機となった。剣号は長岡外史が会長を務める国民飛行会に貸し出されて巡回飛行が実施され、岸らは剣号二号機の製作を始め、翌1917年2月には完成披露飛行が行われた。このとき原愛次郎（原保太郎二男で東京帝大工学部卒）がカメラを持って同乗し、これが民間機初の空中撮影と言われる。
岸のもとには技師や工学士、飛行家志願者などが集まり、東京府下に敷地を物色して工場建設と飛行場の計画を進めた。岸が所蔵する書画骨董を売り立てに出して事業資金を作り、1917年10月には帝国ホテルに後藤新平はじめ、逓信大臣田健治郎、農商務大臣仲小路廉、田中舘愛橘博士らを招いて、医業から航空業界への転身を表明する宴を開いたのち、同年12月に北豊島郡岩淵町神谷に赤羽飛行機工場を設立した（従業員60余人）。敷地内には四機収容の格納庫、飛行機体工場、発動機工場、製鋼所、電気炉、本部事務所、宿舎などが建てられたほか、氷川神社から猿田彦命を勧請した赤羽神社が建立され、岸自ら衣冠束帯で奉仕した。1918年夏には東京・上野公園で開催された空中文明博覧会に発動機製作材料などを出品し、同年岸は飛行協会の審査員に選出され、1923年には民間航空事業功労者の一人に選出された。
赤羽工場では第三～第六剣号を製造し、台湾総督府警察航空班にモ式四型三機を収めるなど、機体とルノー式発動機数十台分を陸軍に納め、また岸式マグネトーをスイスにまで輸出するほどの成績をあげて順調に運営されているかに見えたが資金難となり、浅野総一郎の投資を得て飛行機と自動車の製作、製鉄工場の経営を目論むも、1921（大正10）年3月に工場及び赤羽飛行場は突如閉鎖となった。破綻の原因は、岸が興した青森県下北郡の恐山での採鉄事業「下北鉱山」の経営に失敗したことと、モ式の時代が過ぎて陸軍の注文が止まったことなどにあった。

## 著作
- 『下北砂鐡製錬ニ関スル研究』（1913）
- 『東京の工学的地質研究』（1925）
- 『神霊と稲荷の本体』（1928）
- 『教育と神霊学』（1934）
- 『最新鋪道学』（1922（再版））
- 『神道の批判』（1929）
- 『眞の日本精神』（1934（四版））